# Gentianella silenoides
Gentianella silenoides är en gentianaväxtart som först beskrevs av Ernest Friedrich Gilg, och fick sitt nu gällande namn av H.A. Fabris. Gentianella silenoides ingår i släktet gentianellor, och familjen gentianaväxter.

## Underarter
Arten delas in i följande underarter:
- G. s. inaequicalyx
- G. s. striaticalyx